# Carlo Agostoni
Carlo Agostoni (n. 23 martie 1909, Milano, Regatul Italiei – d. 25 iunie 1972, Ciudad de México, Mexic) a fost un scrimer ce a reprezentat Italia, medaliat olimpic. A participat la 3 ediții ale Jocurilor Olimpice (1928, 1932, 1948) în care a câștigat o medalie de bronz.